# Trathala rubeo
Trathala rubeo är en stekelart som först beskrevs av Lopez Cristobal 1938.  Trathala rubeo ingår i släktet Trathala och familjen brokparasitsteklar. Inga underarter finns listade i Catalogue of Life.